# Rupi e Gessi della Valmarecchia
Rupi e Gessi della Valmarecchia este o arie protejată (arie specială de conservare — SAC, sit de importanță comunitară — SCI, arie de protecție specială avifaunistică — SPA) din Italia întinsă pe o suprafață de 2.526 ha, integral pe uscat.

## Localizare
Centrul sitului Rupi e Gessi della Valmarecchia este situat la coordonatele 43°53′58″N 12°18′07″E / 43.8994°N 12.3019°E.

## Înființare
Situl Rupi e Gessi della Valmarecchia a fost declarat sit de importanță comunitară în octombrie 2010 pentru a proteja 1 specie de plante și 41 de specii de animale. Alte tipuri de protecție:
- arie de protecție specială avifaunistică (în octombrie 2010)[3]
- arie specială de conservare (în martie 2019)[2][4][5]

## Biodiversitate
Situată în ecoregiunea continentală, aria protejată conține 19 habitate naturale: Liziere de ierburi înalte hidrofile de câmpie și de nivel montan până la alpin, Păduri de Castanea sativa, Râuri cu maluri nămoloase cu vegetație de Chenopodion rubri p.p. și Bidention p.p., Peșteri inaccesibile publicului, Grohotișuri termofile și vest-mediteraneene, Păduri aluvionare cu Alnus glutinosa și Fraxinus excelsior (Alno-Padion, Alnion incanae, Salicion albae), Pajiști carstice calcaroase sau bazofile, de Alysso-Sedion albi, Râuri de munte și vegetația lor lemnoasă cu Salix elaeagnos, Râuri mediteraneene cu debit intermitent, cu specii de Paspalo-Agrostidion, Pseudostepă cu ierburi și specii anuale de Thero-Brachypodietea, Pajiști uscate seminaturale și facies de acoperire cu tufișuri pe substraturi calcaroase (Festuco-Brometalia) (* situri importante pentru orhidee), Formațiuni de Juniperus communis pe lande sau pajiști calcaroase, Păduri de stejar alb estice, Galerii de Salix alba și de Populus alba, Păduri de Quercus ilex și Quercus rotundifolia, Pante stâncoase calcaroase cu vegetație casmofită, Păduri pe pante, grohotișuri și ravene de Tilio-Acerion, Ape puternic oligomezotrofe cu vegetație bentonică cu Chara spp., Ape stătătoare oligotrofe până la mezotrofe, cu vegetație de Littorelletea uniflorae și/sau de Isoëto-Nanojuncetea.
La baza desemnării sitului se află mai multe specii protejate:
- plante (1): Himantoglossum adriaticum
- păsări (29): pescăruș albastru (Alcedo atthis), gârliță mică (Anser erythropus), fâsă-de-câmp (Anthus campestris), acvilă de munte (Aquila chrysaetos), buha (Bubo bubo), pasărea ogorului (Burhinus oedicnemus), șorecarul comun (Buteo buteo), ciocârlie-cu-degete-scurte (Calandrella brachydactyla), caprimulg (Caprimulgus europaeus), florinte (Chloris chloris), barză albă (Ciconia ciconia), barză neagră (Ciconia nigra), erete de stuf (Circus aeruginosus), erete vânăt (Circus cyaneus), erete cenușiu (Circus pygargus), gușă vânătă (Cyanecula svecica), presură de grădină (Emberiza hortulana), Falco biarmicus, șoim de iarnă (Falco columbarius), șoim călător (Falco peregrinus), vânturel roșu (Falco tinnunculus), muscar-gulerat (Ficedula albicollis), cocor (Grus grus), sfrâncioc roșiatic (Lanius collurio), gaia neagră (Milvus migrans), viespar (Pernis apivorus), Ptyonoprogne rupestris, mărăcinar negru (Saxicola torquatus), Tachymarptis melba
- amfibieni (2): Bombina pachypus, Triturus carnifex
- mamifere (3): liliac cu aripi lungi (Miniopterus schreibersii), liliacul mare cu potcoavă (Rhinolophus ferrumequinum), liliacul mic cu potcoavă (Rhinolophus hipposideros)
- nevertebrate (3): croitorul mare al stejarului (Cerambyx cerdo), rădașcă (Lucanus cervus), Osmoderma eremita
- pești (4): Barbus caninus, Barbus plebejus, Chondrostoma soetta, Telestes muticellus

Pe lângă speciile protejate, pe teritoriul sitului au mai fost identificate 38 de specii de plante, 6 specii de amfibieni, 7 specii de mamifere, 5 specii de nevertebrate, 6 specii de reptile.